# Кортунов, Олег Игоревич
Олег Игоревич Кортунов (28 апреля 1984, Чебоксары — 22 августа 2022, Казань) — российский муниципальный деятель, политик («Единая Россия»), председатель Чебоксарского городского Собрания депутатов — глава города Чебоксары (2020—2022).

## Биография

### Происхождение
Родился 28 апреля 1984 года в городе Чебоксары Чувашской АССР в семье студента электротехнического факультета Чувашского государственного университета им. И. Н. Ульянова Игоря Михайловича Кортунова. Мать — Галина Николаевна Кортунова (Григорьева).
В семье кроме Олега — ещё двое детей, среди которых брат — Александр. Кортуновы состояли в дружеских отношениях с семьёй Аксаковых; супруга Анатолия Аксакова — Татьяна, являющаяся дочерью руководителя Чувашской АССР А. П. Петрова, — одноклассница матери Олега Кортунова. Олега Кортунова с детства знал будущий депутат Государственной думы Леонид Черкесов («Я с детства знаю Олега Игоревича, его становление. Олег был очень светлым человеком, добрым, порядочным»).
В 1995 году отец Олега Кортунова — Игорь Кортунов — был назначен на должность генерального директора приватизированного в 1992 году чебоксарского завода — ОАО «Чувашкабель».

### Карьера
В 2001 году значился учеником слесаря-ремонтника в литейном производстве энергомеханической службы в ООО «Чебоксарский завод специальной электрометаллургии», учреждённого ОАО «Промтрактор».
В 2007 году окончил машиностроительный факультет Чувашского государственного университета им. И. Н. Ульянова по специальности «Стандартизация и сертификация». Проходил обучение также на военной кафедре вуза. Во время учёбы в университете значился на производственной практике учеником оператора тростильного оборудования и учеником скрутчика кабелей и проводов на ОАО «Завод „Чувашкабель“», на предприятии ООО «Кабельдрев» — сборщиком деталей.
После окончания университета продолжил работу на ОАО «Завод „Чувашкабель“», пройдя путь от инженера до заместителя генерального директора по социально-бытовым вопросам. В 2014 году был занесён на доску почёта предприятия.
В сентябре 2015 года от избирательного округа № 7 в первый раз был избран депутатом Чебоксарского городского собрания депутатов, где в марте 2016 года утверждён председателем постоянной комиссии по вопросам градостроительства, землеустройства и развития города Чебоксары.
К 2017 году получил квалификацию магистра по направлению подготовки «строительство» в Чувашском государственном университете им. И. Н. Ульянова. С 2019 по 2022 год значился в магистратуре в Российской академии народного хозяйства и государственной службы при Президенте Российской Федерации по программе «Парламентская деятельность и обеспечение межпарламентского сотрудничества».
Являлся руководителем (президентом) Благотворительного фонда поддержки детско-юношеского здоровья и спорта (Чебоксары), заместителем директора АО «Группа компаний системной консолидации» (Чебоксары). Был членом политической партии «Единая Россия», депутатом Чебоксарского городского собрания депутатов. В 2020 году был назначен Главой города Чебоксары — председателем Чебоксарского городского Собрания депутатов.
Являлся секретарём Чебоксарского городского местного отделения политической партии «Единая Россия», был региональным координатором федерального партийного проекта «Комфортная Городская Среда» («Единая Россия»). Значился членом Президиума Чувашского регионального политического совета партии «Единая Россия».

### Смерть и похороны
В пятницу, 19 августа 2022 года, Олег Кортунов в Чебоксарах участвовал в награждении сенатора Николая Фёдорова медалью «За заслуги перед Чебоксарами». В торжественных мероприятиях в рамках Дня города Чебоксары, проходивших 21 августа, Олег Кортунов не участвовал. В связи с болезнью был направлен в клинику в городе Казани, где скончался 22 августа 2022 года. Чебоксарские городские СМИ распространили информацию, что смерть Олега Кортунова наступила в Чебоксарах в результате сердечной недостаточности, в других источниках указывается инфаркт, инфаркт миокарда.
Прощание с умершим прошло 24 августа 2022 года во Дворце культуры имени Якова Ухсая в Чебоксарах; отпевание проходило в Покровско-Татианинском соборе, где чин отпевания совершил митрополит Савватий. Был похоронен в мемориальной аллее «Зона почетных захоронений» на Яушском кладбище.

## Семья, личная жизнь, убеждения
Был женат, воспитывал дочь и сына.
Отец — Игорь Кортунов — является одним из учредителей чебоксарского АО «Группа компаний системной консолидации», в которую входят ООО «Завод объемно-блочного домостроения», а также ООО «СЗ „Отделфинстрой и Партнёры“», участвует (2022) в строительстве в Чебоксарах жилых комплексов «Олимп», «Акварель» и «Премьер».
Прадед — Арсентьев Василий Семёнович (1901—1942) — участник Великой Отечественной войны, красноармеец.
В июле 2021 года Олег Кортунов под камеру привился вакциной «Спутник V», призывал всех вакцинироваться: «Необходимо создать коллективный иммунитет. Поэтому я личным примером решил показать, что это не больно, это полезно. Это, наоборот, необходимо всем сделать, чтобы не болеть новой болезнью КОВИД-19».

## Отзывы
Бывший Глава города Чебоксары Евгений Кадышев в 2020 году: «Руководителем столицы Чувашии стал молодой, образованный Олег Кортунов, который полон энергии и сил. Несомненно, преемственность всегда должна присутствовать и я рад, что нашим родным городом будет руководить амбициозный руководитель».
Сетевое издание «Правда ПФО» (2022): «на критику не обижался, старался делать выводы. Ко всему прочему ему сопутствовало удивительное чувство самоиронии, даже коллекционировал прозвища, которыми его награждали горожане за излишний вес».

## Награды
- 2015 — Благодарность главы Чувашской Республики
- 2019 — Почётный знак «За заслуги в развитии местного самоуправления в Российской Федерации»
- 2019 — Медаль «За заслуги перед городом Чебоксары»
- 2021 — Благодарность комитета Государственной думы Федерального собрания Российской Федерации по федеративному устройству и вопросам местного самоуправления
- Почётный знак «За заслуги в развитии местного самоуправления в Российской Федерации» Общероссийского Конгресса муниципальных образований